# .mt
.mt is het internet landcode topleveldomein van Malta.

Registratie is mogelijk onder de volgende tweede niveau domeinen:
- com.mt: commerciële organisaties
- org.mt: non-profit organisaties
- net.mt: Internet-gerelateerde service providers
- edu.mt: onderwijsinstellingen
- gov.mt: Malteser overheidsinstellingen